# 好愛好愛你
《好愛好愛你》為日本歌手倖田來未於2012年12月26日發行之54th單曲。為2012年產後復出第二彈。

## 解說
- 與上張單曲《Go to the top》相隔約2個月。
- 在2007年備受大家注目的單曲〈愛之歌〉後，這次又推出描寫男女無法割捨的情感為題的曲子。
- B面曲〈Alone〉翻唱自岡本真夜的曲子，這首同時也是倖田來未出道前參加選秀會所演唱的歌曲，充滿了許多回憶。
- 原訂於12月5日發行，但因製作問題把發行日延遲至12月26日，而於12月19日在ITunes等其他網站可先行購買下載。

## 發行版本
- CD ONLY
- CD+DVD
- PLAYBUTTON+GOODS

## 曲目

### CD、PLAYBUTTON
- 全版本共通

1. 好愛好愛你（恋しくて）
作詞：倖田來未　作曲：Jam9、M.I
2. Alone
作詞・作曲：岡本真夜
  - 翻唱自岡本真夜

### DVD
1. 好愛好愛你（Music Video）
2. 好愛好愛你（Making Video）

## 資料來源
1. ↑  . avex taiwan.   [2012-12-20]. （原始内容存档于2016-03-04）.

## 連結
- 官方网站 （日語）